# Tomba del milite ignoto (Mosca)

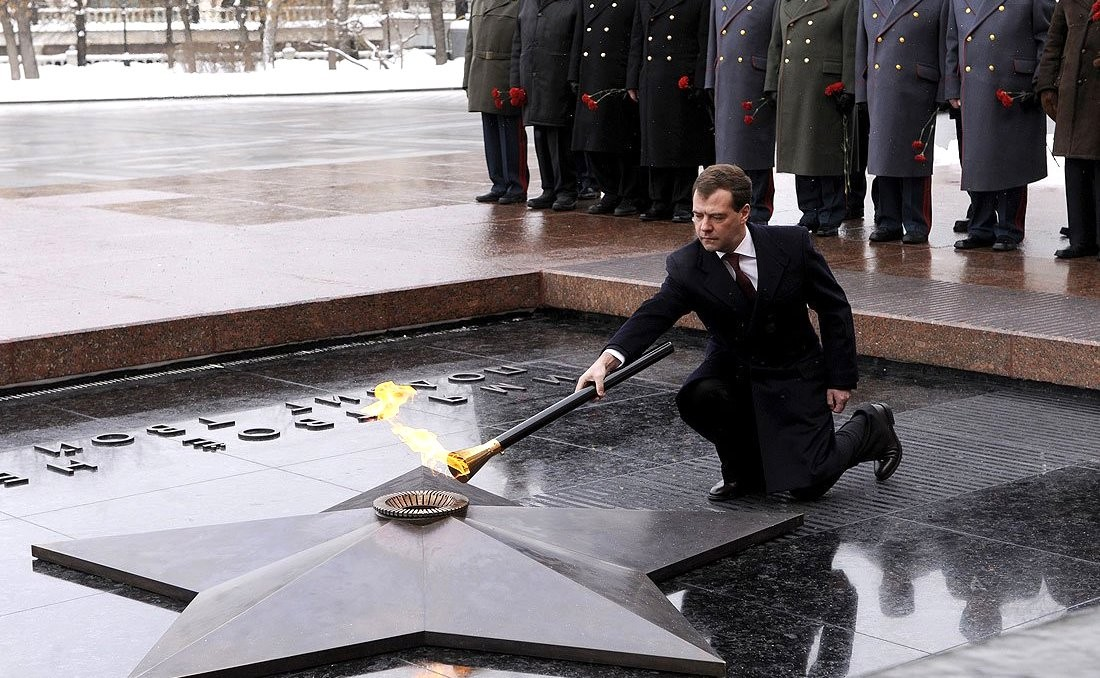
Dmitrij Medvedev, sulla tomba del Milite ignoto, mentre accende la fiamma eterna.

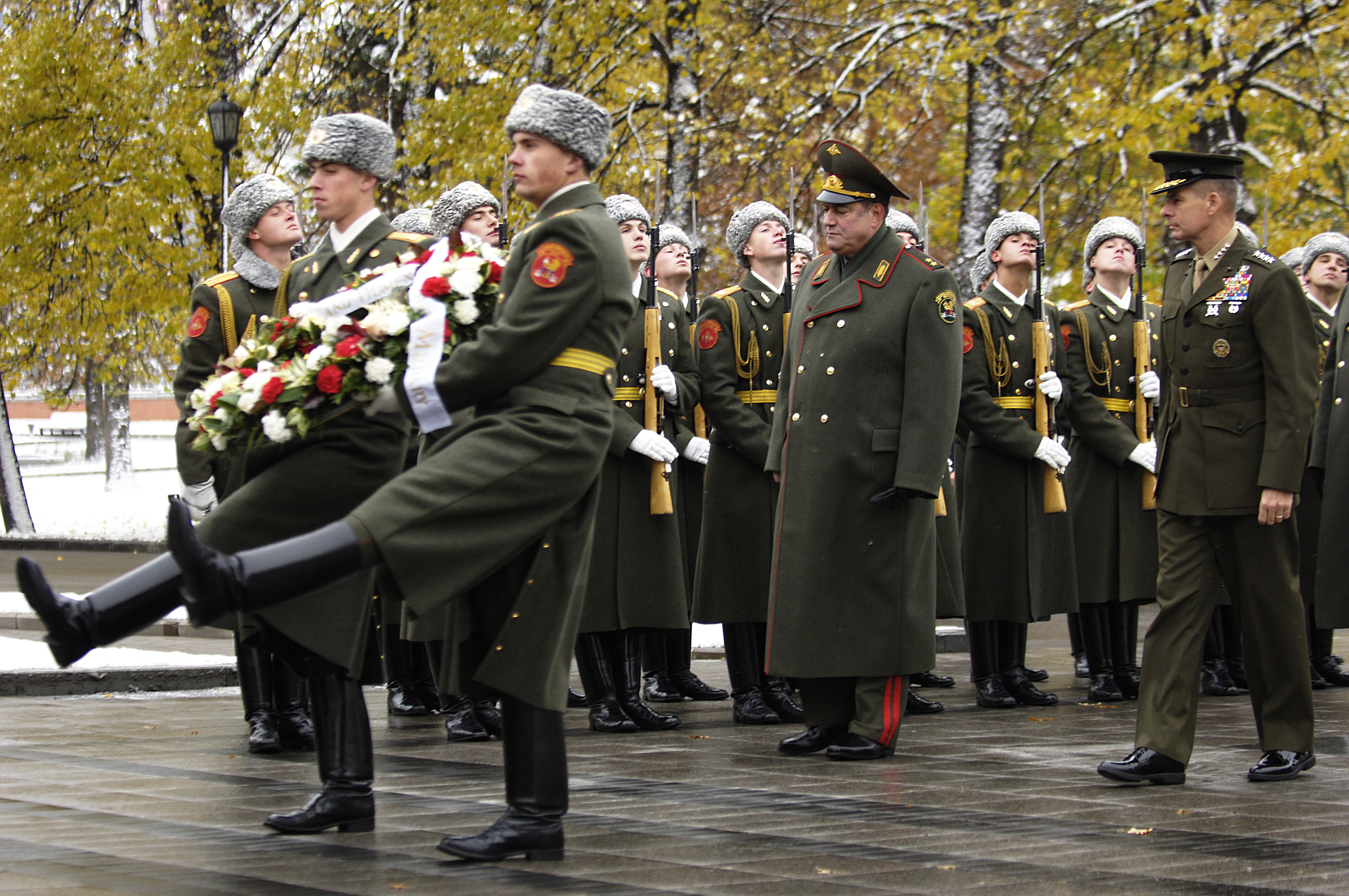
Il generale Peter Pace depone una corona sulla tomba del Milite ignoto.

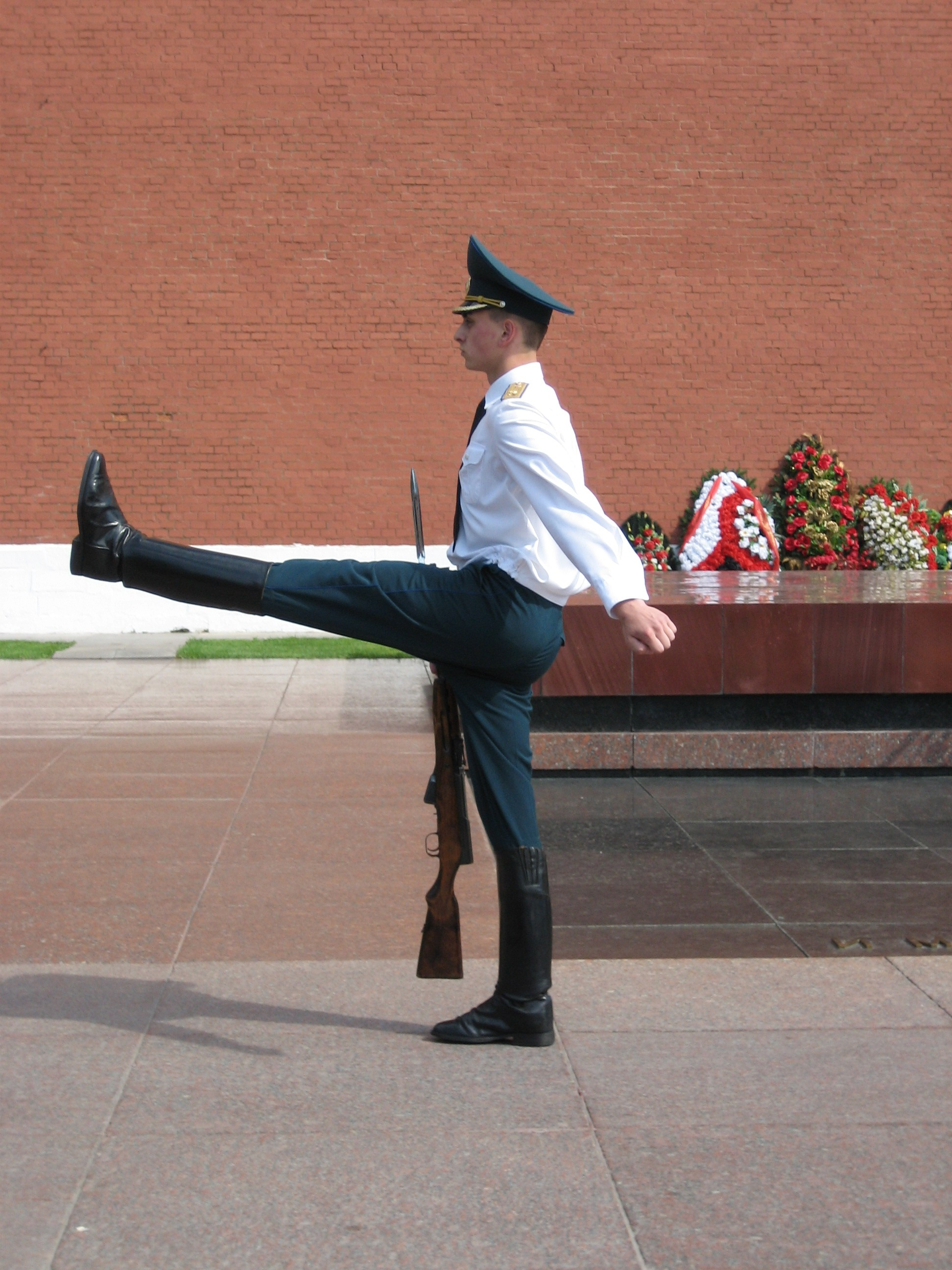
Soldato della guardia d'onore alla tomba

La tomba del Milite ignoto (in russo Могила Неизвестного Солдата?, Mogila Neizvestnovo Soldata) è un monumento dedicato ai soldati sovietici caduti durante la seconda guerra mondiale, nota in Russia come la "grande guerra patriottica". È situata ai piedi delle mura del Cremlino di Mosca, all'interno dei giardini di Alessandro.

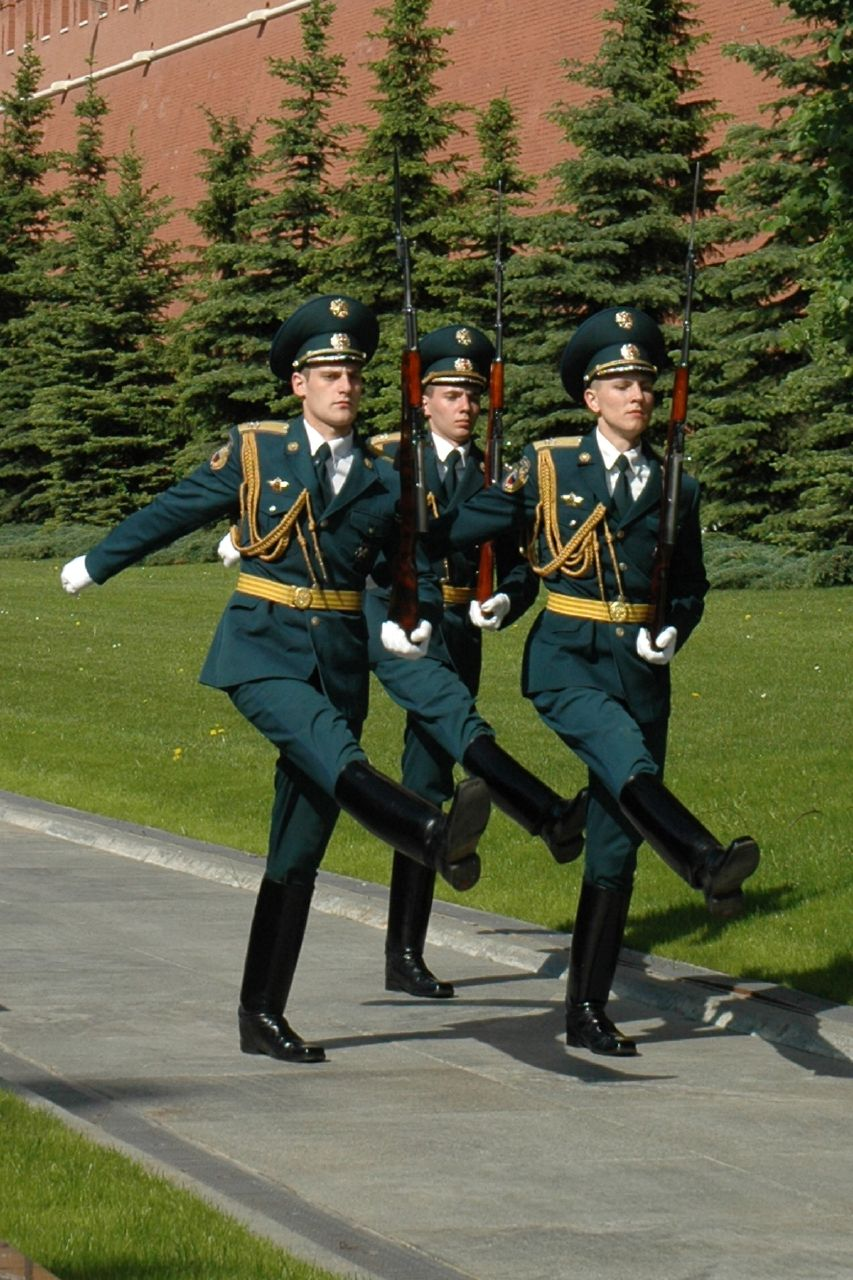
Cambio della guardia d'onore sulla tomba del Milite ignoto, nei giardini di Alessandro.

Le spoglie dei soldati senza nome caduti durante la battaglia di Mosca del 1941 erano state seppellite in una fossa comune al km 41 della strada per Leningrado; nel dicembre del 1966, 25º anniversario della battaglia furono invece trasferite ai piedi delle mura del Cremlino. Il monumento attuale fu inaugurato l'8 maggio dell'anno successivo. La torcia della fiamma perpetua fu trasportata dall'allora Leningrado, dove era stata accesa con il fuoco della fiamma perpetua del locale Campo di Marte.
La tomba del Milite ignoto è stata disegnata dagli architetti D. I. Burdin, V. A. Klimov, Yu. R. Rabayev e dallo scultore N. V. Tomsky. Il corpo centrale del memoriale è costituito da una piattaforma, composta da grandi lastre di lucido granito rosso. La pietra tombale vera e propria, installata nel 1975, è decorata da bronzei rami d'alloro e da un elmetto militare posti sopra una bandiera.
Dinanzi alla pietra tombale vi è una stella a cinque punte, posta in una rientranza quadrata, dal cui centro si diparte la fiamma perpetua. La fiamma illumina l'iscrizione in bronzo "Il tuo nome è sconosciuto, le tue gesta sono immortali" (in russo "Имя твоё неизвестно, подвиг твой бессмертен"?).
A sinistra della tomba si trova un muro di granito, con intarsiata la scritta "1941 - A coloro che sono caduti per la madrepatria - 1945". A destra si diparte un viale in granito costeggiato da lapidi in porfido contenenti terra provenienti dalle città eroine (in russo город-герой?) di Leningrado, Kiev, Volgograd, Odessa, Sebastopoli, Minsk, Kerč', Novorossijsk, Tula e Brėst. Il cippo di Volgograd è stato posizionato a nome Stalingrado, denominazione della città all'epoca della seconda guerra mondiale.
Nel 1997 la guardia d'onore, (che aveva vigilato sul mausoleo di Lenin) fu ripristinata alla tomba del Milite ignoto con la legge federale dell'8 dicembre, per "Immortalare la vittoria del popolo sovietico durante la grande guerra patriottica del 1941-1945".